# Dipturus trachyderma
Dipturus trachyderma és una espècie de peix marí de la família dels raids i de l'ordre dels raïformes.
És ovípar i els ous tenen com unes banyes a la closca. És un peix marí i d'aigües profundes que viu entre 93–450 m de fondària. Es troba a l'Argentina, Xile i l'Uruguai.
És inofensiu per als humans.